# Massimiliano Civica
Massimiliano Civica, né le 27 février 1974 à Rieti, est un metteur en scène italien.

## Biographie
Après avoir obtenu un diplôme en méthodologie de la critique du spectacle à l'université La Sapienza de Rome, il étudie à l'Odin Teatret d'Eugenio Barba et est ensuite admis au cours de mise en scène de l'Académie nationale d'art dramatique de Rome. Enfin, il travaille au Teatro della Tosse à Gênes, collaborant avec Emanuele Luzzati et Tonino Conte.
En 2007, il est nommé directeur artistique du Teatro della Tosse de Gênes, devenant ainsi le plus jeune directeur artistique d'Italie et créant le projet Facciamo insieme teatro (Faisons du théâtre ensemble), qui remporte le prix ETI.
Plus tard, son spectacle Le Marchand de Venise remporte le prix Ubu 2008 de la meilleure mise en scène et, l'année suivante, le prix Vittorio Mezzogiorno.
En 2010, il met en scène Le Songe d’une nuit d’été, basé sur la pièce de William Shakespeare et produit par le Teatro Stabile de l'Ombrie, obtenant peu de succès. Dès lors, il entame une phase de renaissance artistique. Cette renaissance passe par le spectacle Soprattutto l’anguria (Surtout la pastèque), qui parle de la relation entre deux frères, et culmine avec Alceste d'Euripide, lauréat en 2015 du prix Ubu pour meilleure mise en scène. Ce spectacle rencontre un grand succès notamment grâce aux actrices Daria Deflorian, Monica Demuru et Monica Piseddu, et à la collaboration avec Daniela Salernitano.
Civica s'est ensuite consacré à l'enseignement : il a organisé des ateliers de théâtre, puis il a été nommé professeur de méthodologie de la critique de performance à l'université La Sapienza et de mise en scène à l'Académie des beaux-arts de Gênes. Enfin, il est chargé de l'enseignement de la mise en scène et du jeu théâtral à la Académie national d’art dramatique de Rome.
En 2016, il met en scène Un quaderno per l'inverno (Un carnet pour l’hiver), écrit par Armando Pirozzi. Le spectacle remporte le prix Ubu de la meilleure mise en scène (ex aequo avec Massimo Popolizio) et du meilleur texte italien.
Depuis 2017, il est candidat au Prix Europe Réalités Théâtrales du Prix Europe pour le théâtre.
Depuis janvier 2018, il est conseiller artistique auprès de la direction du Teatro Metastasio de Prato.
Il enseigne toujours la mise en scène et les techniques de jeu à la Académie national d’art dramatique.

## Théâtre

### Comédien
- Seppure voleste colpire de Roberto Latini - 2012

### Metteur en scène
- Andromaque - 2004
- Grand Guignol - 2005
- Nuda proprietà de Mirko Feliziani - 2006
- La parisienne de Henry Becque - 2007
- Le Marchand de Venise de William Shakespeare - 2009
- Un sogno nella notte d'estate (Le Songe d’une nuit d’été) de William Shakespeare - 2010
- Attraverso il furore(à travers la colère) d'Armando Pirozzi - 2011
- Soprattutto l'anguria (Surtout la pastèque) d'Armando Pirozzi - 2013
- Altamente volatile (Hautement volatil) d'Armando Pirozzi - 2015
- Alceste d'Euripide - 2015
- Dialogue des Dieux de Lucien de Samosate - 2016
- Un quaderno per l'inverno de Armando Pirozzi - 2017
- Belve (Les bêtes) d'Armando Pirozzi - 2018
- Antigone de Sophocle - 2019